# Flueggea acidoton
Flueggea acidoton är en emblikaväxtart som först beskrevs av Carl von Linné, och fick sitt nu gällande namn av Grady Linder Webster. Flueggea acidoton ingår i släktet Flueggea och familjen emblikaväxter. Inga underarter finns listade i Catalogue of Life.